# 尼亞加迪納
尼亞加迪納（法語：Niagadina），是馬里的城鎮，位於該國西南部，由庫利科羅區的卡蒂省負責管轄，面積87平方公里，海拔高度367米，2009年人口11,961，人口密度每平方公里140人。